# Сосновка (Башмаковский район)
Сосновка — село в Башмаковском районе Пензенской области России. Являлось административным центром Сосновского сельсовета. С 15 мая 2019 года в составе Знаменского сельсовета.

## География
Расположено в 28 км к северу от районного центра посёлка Башмаково, на берегу реки Ушинка.

## Население
| 1795 | 1864 | 1911 | 1926 | 1930 | 1959 | 1979 |
| ---- | ---- | ---- | ---- | ---- | ---- | ---- |
| 524  | ↘505 | ↗548 | ↘516 | ↗566 | ↘164 | ↗287 |
| 1989 | 1996 | 2002 | 2010 |      |      |      |
| ↗361 | ↘359 | ↘305 | ↘294 |      |      |      |

## История
Основано в 1-й половине XVIII века князем Михаилом Ларионовичем Кугушевым. В 1855 построена каменная церковь во имя Покрова Пресвятой Богородицы. В 1912 — деревня Архангельской волости Керенского уезда. В 1955 — центральная усадьба колхоза имени Маленкова, а в 1980-е — совхоза «Ольшанский».

## Известные уроженцы
- Дадаев, Степан Павлович — Герой Советского Союза.
- Пономарёв, Михаил Николаевич — государственный деятель, член Совета Федерации Федерального Собрания Российской Федерации с 2016 года.